# José Roberto Fortes Palau
José Roberto Fortes Palau (ur. 9 kwietnia 1965 w Jacareí) – brazylijski duchowny katolicki, biskup Limeiry od 2020.

## Życiorys
Święcenia kapłańskie przyjął 6 lutego 1993 i został inkardynowany do diecezji São José dos Campos. Przez wiele lat pracował duszpastersko, był także m.in. rektorem części teologicznej diecezjalnego seminarium, dyrektorem szkoły formacyjnej dla diakonów oraz wikariuszem generalnym.
30 kwietnia 2014 papież Franciszek mianował go biskupem pomocniczym archidiecezji São Paulo oraz biskupem tytularnym Acufida. Sakry biskupiej udzielił mu 21 czerwca 2014 metropolita São Paulo - kardynał Odilo Scherer.
20 listopada 2019 został mianowany biskupem ordynariuszem diecezji Limeira, zaś 18 stycznia 2020 kanonicznie objął urząd.